# Mistrzostwa Ibero-Amerykańskie w Lekkoatletyce 1986
2. Mistrzostwa Ibero-Amerykańskie w Lekkoatletyce – zawody lekkoatletyczne rozegrane w dniach 27–28 września 1986 w kubańskiej stolicy – Hawanie. Areną zmagań sportowców był Estadio Pedro Marrero.
W mistrzostwach wzięło udział 220 lekkoatletów z 17 państw hiszpańsko- bądź portugalskojęzycznych.

## Rezultaty
| WR – rekord świata \| NR – rekord kraju \| AR – rekord kontynentu \| CR – rekord mistrzostw |

### Mężczyźni
| Konkurencja                | 1. miejsce                                                                              | Rezultat    | 2. miejsce                                                                 | Rezultat | 3. miejsce                                                                        | Rezultat |
| 100 metrów                 | Robson da Silva                                                                         | 10,02 CR AR | Andrés Simón                                                               | 10,19    | Ricardo Chacón                                                                    | 10,36    |
| 200 metrów                 | Robson da Silva                                                                         | 20,43 CR    | Luís Cunha                                                                 | 21,08    | Antonio Sánchez                                                                   | 21,23    |
| 400 metrów                 | Félix Stevens                                                                           | 45,83 CR    | Roberto Hernández                                                          | 46,03    | Cayetano Cornet                                                                   | 47,03    |
| 800 metrów                 | Mauricio Hernández                                                                      | 1:48,05 CR  | Luis Toledo                                                                | 1:48,81  | Luis Migueles                                                                     | 1:49,19  |
| 1500 metrów                | José Luis Carreira                                                                      | 3:44,93 CR  | Andrés Vera                                                                | 3:44,99  | Mauricio Hernández                                                                | 3:45,68  |
| 5000 metrów                | Abel Antón                                                                              | 13:49,76 CR | Adauto Domingues                                                           | 13:50,36 | Elísio Rios                                                                       | 13:51,34 |
| 10 000 metrów              | Elísio Rios                                                                             | 29:59,54    | Joaquim Pinheiro                                                           | 29:59,71 | Rolando Vera                                                                      | 30:10,05 |
| 3000 metrów z przeszkodami | Adauto Domingues                                                                        | 8:31,91     | Juan Ramón Conde                                                           | 8:34,08  | Ricardo Vera                                                                      | 8:34,92  |
| 110 metrów przez płotki    | Carlos Sala                                                                             | 13,89       | Lyndon Campos                                                              | 13,99    | Ángel Bueno                                                                       | 14,08    |
| 400 metrów przez płotki    | José Alonso                                                                             | 49,96       | Pablo Squella                                                              | 50,17    | Francisco Velazco                                                                 | 50,75    |
| Sztafeta 4 × 100 metrów    | Brazylia · Jailto Santos Bonfim · Katsuhiko Nakaia · Arnaldo da Silva · Robson da Silva | 39,30 CR    | Kuba · Ricardo Chacón · Osvaldo Lara · Sergio Querol · Andrés Simón        | 39,46    | Hiszpania · Florencio Gascón · Juan José Prado · Carlos Sala · José Javier Arqués | 40,15    |
| Sztafeta 4 × 400 metrów    | Hiszpania · Juan José Prado · Cayetano Cornet · José Alonso · Antonio Sánchez           | 3:08,54     | Kuba · José Duany · Francisco Velazco · Jorge Valentín · Roberto Hernández | 3:09,09  | Peru · Marco Mautino · Alberto Isu · Ramiro Quintana · Moisés del Castillo        | 3:17,12  |
| Chód na 20 kilometrów      | Marcelino Colín                                                                         | 1:33:04     | Jesús Flores                                                               | 1:37:02  | Edel Oliva                                                                        | 1:40:13  |
| Skok wzwyż                 | Javier Sotomayor                                                                        | 2,30 CR     | Francisco Centelles                                                        | 2,18     | Gustavo Becker                                                                    | 2,18     |
| Skok o tyczce              | Alberto Ruiz                                                                            | 5,20 =CR    | Javier García                                                              | 5,20 =CR | Rubén Camino                                                                      | 5,00     |
| Skok w dal                 | Luis Bueno                                                                              | 8,25 CR     | Osvaldo Larrondo                                                           | 7,83     | Olivier Cadier                                                                    | 7,72     |
| Trójskok                   | Héctor Marquetti                                                                        | 16,26       | Jorge Reyna                                                                | 16,25    | José Leitão                                                                       | 15,45    |
| Pchnięcie kulą             | Gert Weil                                                                               | 19,82 CR    | Paul Ruiz                                                                  | 18,24    | Adilson Oliveira                                                                  | 18,02    |
| Rzut dyskiem               | Roberto Moya                                                                            | 59,04       | Sinesio Garrachón                                                          | 57,70    | Raúl Calderón                                                                     | 55,82    |
| Rzut młotem                | Raúl Jimeno                                                                             | 66,90       | Francisco Soria                                                            | 64,10    | Pedro Rivail Atílio                                                               | 63,10    |
| Rzut oszczepem             | Ramón González                                                                          | 76,38 CR    | Reinaldo Patterson                                                         | 72,12    | Carlos Cunha                                                                      | 64,84    |

### Kobiety
| Konkurencja                | 1. miejsce                                                                    | Rezultat   | 2. miejsce                                                                                        | Rezultat | 3. miejsce                                                                   | Rezultat |
| 100 metrów                 | Alma Vázquez                                                                  | 11,76      | Blanca Lacambra                                                                                   | 11,80    | Sheila de Oliveira                                                           | 11,93    |
| 200 metrów (wiatr 2,1 m/s) | Ximena Restrepo                                                               | 23,76w     | Susana Armenteros                                                                                 | 24,05w   | Liliana Chalá                                                                | 24,15w   |
| 400 metrów                 | Ana Fidelia Quirot                                                            | 50,78      | Norfalia Carabalí                                                                                 | 53,38    | Cristina Pérez                                                               | 54,33    |
| 800 metrów                 | Ana Fidelia Quirot                                                            | 2:00,23 CR | Soraya Telles                                                                                     | 2:01,55  | Nery McKeen                                                                  | 2:03,07  |
| 1500 metrów                | Alejandra Ramos                                                               | 4:22,34    | Rosa Oliveira                                                                                     | 4:23,11  | Asunción Sinovas                                                             | 4:23,89  |
| 3000 metrów                | Asunción Sinovas                                                              | 9:36,92    | Rosa Oliveira                                                                                     | 9:38,70  | Carmen Díaz                                                                  | 9:40,96  |
| 100 metrów przez płotki    | Odalys Adams                                                                  | 13,49      | Julieta Rosseaux                                                                                  | 13,66    | Sandra Taváres                                                               | 14,03    |
| 400 metrów przez płotki    | Cristina Pérez                                                                | 58,51 CR   | Odalys Hernández                                                                                  | 58,82    | Tania Fernández                                                              | 59,15    |
| Sztafeta 4 × 100 metrów    | Meksyk · Sandra Tavárez · Alma Vázquez · Alejandra Flores · Guadalupe García  | 45,95 CR   | Brazylia · Maria Aparecida Correa · Claudiléia Matos Santos · Celia da Costa · Sheila de Oliveira | 46,22    | Kuba · Julieta Rousseau · Luisa Ferrer · Susana Armenteros · María Zamora    | 46,29    |
| Sztafeta 4 × 400 metrów    | Kuba · Mercedes Álvarez · Odalys Hernández · Nery McKeen · Ana Fidelia Quirot | 3:33,70    | Hiszpania · Esther Lahoz · Montserrat Pujol · Cristina Pérez · Blanca Lacambra                    | 3:36,82  | Meksyk · Alejandra Flores · Guadalupe García · Leticia Gracia · Alma Vázquez | 3:44,71  |
| Skok wzwyż                 | Silvia Costa                                                                  | 1,84 CR    | Asunción Morte                                                                                    | 1,79     | Orlane dos Santos                                                            | 1,76     |
| Skok w dal                 | Eloína Echevarría                                                             | 6,29       | Niurka Montalvo                                                                                   | 6,11     | Graciela Acosta                                                              | 5,93     |
| Pchnięcie kulą             | Belsy Laza                                                                    | 15,93 CR   | Marcelina Rodríguez                                                                               | 15,32    | Maria Fernandes                                                              | 15,21    |
| Rzut dyskiem               | Rita Álvarez                                                                  | 58,90 CR   | María Isabel Urrutia                                                                              | 56,84    | Bárbara Hechavarría                                                          | 54,00    |
| Rzut oszczepem             | María Colón                                                                   | 61,80 CR   | Dulce García                                                                                      | 59,60    | Sueli dos Santos                                                             | 52,34    |

## Tabela medalowa
| Miejsce | Reprezentacja | Złoto | Srebro | Brąz | Razem |
| 1       | Kuba          | 15    | 18     | 10   | 43    |
| 2       | Hiszpania     | 9     | 6      | 7    | 22    |
| 3       | Brazylia      | 4     | 4      | 7    | 15    |
| 4       | Meksyk        | 4     | 1      | 3    | 8     |
| 5       | Chile         | 2     | 1      | 0    | 3     |
| 6       | Portugalia    | 1     | 4      | 3    | 8     |
| 7       | Kolumbia      | 1     | 2      | 0    | 3     |
| 8       | Ekwador       | 0     | 0      | 2    | 2     |
| 8       | Urugwaj       | 0     | 0      | 2    | 2     |
| 10      | Argentyna     | 0     | 0      | 1    | 1     |
| 10      | Peru          | 0     | 0      | 1    | 1     |

     gospodarz

## Uczestnicy
| - Argentyna (22) - Brazylia (22) - Chile (5) - Ekwador (4) - Gwatemala (4) | - Hiszpania (31) - Kolumbia (4) - Kuba (62) - Meksyk (12) | - Nikaragua (4) - Panama (4) - Peru (7) - Portoryko (1) | - Portugalia (9) - Salwador (1) - Urugwaj (6) - Wenezuela (2) |